# Eddie Lang
Eddie Lang (25 de octubre de 1902 - 26 de marzo de 1933) fue un guitarrista de jazz de nacionalidad estadounidense, reconocido como el Padre de la Guitarra de Jazz. Tocaba las guitarras Gibson L-4 y L-5, siendo una gran influencia en guitarristas posteriores, entre ellos Django Reinhardt.

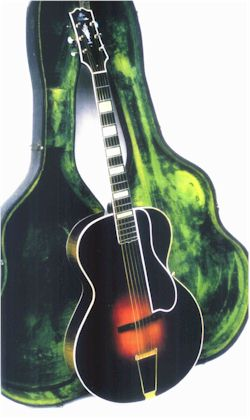
Guitarra Gibson L5 propiedad de Eddie Lang

## Biografía
Su verdadero nombre era Salvatore Massaro, y nació en Filadelfia, Pensilvania, siendo su padre, de origen italiano, un fabricante de instrumentos. En sus inicios Lang estudió violín a lo largo de once años, y entre sus amigos de la escuela figuraban Joe Venuti, con quien trabajaría durante una buena parte de su carrera artística. En 1918 ya tocaba de manera profesional el violín, el banjo y la guitarra. En la fase inicial de su carrera tocó en varias bandas del noreste de los Estados Unidos y trabajó en Londres (desde finales de 1924 a inicios de 1925), asentándose finalmente en la ciudad de Nueva York.
Eddie Lang fue el primer guitarrista de jazz de importancia, capaz de integrar la guitarra en las grabaciones de jazz de la década de 1920. Tocó con las bandas de Joe Venuti, Adrian Rollini, Roger Wolfe Kahn y Jean Goldkette, además de trabajar como artista independiente para la radio y para empresas discográficas.
El 4 de febrero de 1927 Eddie Lang intervino en la grabación de "Singin' the Blues" por Frankie Trumbauer y su Orquesta, tocando Bix Beiderbecke la corneta. Con las interpretaciones de Lang y Beiderbecke resultó una de las más memorables grabaciones de jazz de los años veinte.
Eddie Lang actuó en 1929 con la Orquesta de Paul Whiteman, y apareció y tocó en la película The King of Jazz.
En 1930 Eddie Lang tocó la guitarra en la grabación original del éxito del jazz y del pop "Georgia On My Mind", llevada a cabo con Hoagy Carmichael y su Orquesta. Joe Venuti y Bix Beiderbecke también tocaban en la grabación.
Cuando Bing Crosby dejó de colaborar con Whiteman, Lang se asoció con Bing, pudiéndosele ver como su acompañante en el film de 1932 The Big Broadcast (Ondas musicales).
Lang también tocó con el seudónimo de Blind Willie Dunn en diferentes grabaciones de blues con Lonnie Johnson.
En 1933, Lang falleció en Nueva York como consecuencia de las complicaciones aparecidas tras haber sido sometido a una amigdalectomía. Tenía 30 años de edad. La voz de Lang era ronca y, con la operación quirúrgica, él y Bing Crosby esperaban solucionar ese problema, con lo cual el músico podría haber interpretado papeles hablados en las películas  de Crosby. La causa exacta de la muerte es desconocida, aunque se piensa que habría sido debida a una hemorragia masiva. Fue enterrado en el Cementerio Holy Cross de Yeadon (Pensilvania).

## Legado
Entre las composiciones de Eddie Lang, según la base de datos Red Hot Jazz, figuran las siguientes: "Wild Cat" (con Joe Venuti), "Perfect" (con Frank Signorelli), "April Kisses" (1927), "Sunshine", "Melody Man's Dream", "Goin' Places", "Black and Blue Bottom", "Bull Frog Moan", "Rainbow Dreams", "Feelin' My Way", "Eddie's Twister", "Really Blue", "Penn Beach Blues", "Wild Dog", "Pretty Trix", "A Mug of Ale", "Apple Blossoms", "Beating the Dog", "To To Blues", "Running Ragged", "Kicking the Cat", "Cheese and Crackers", "Doin' Things", "Blue Guitars", "Guitar Blues" (con Lonnie Johnson), "Hot Fingers", "Have to Change Keys to Play These Blues", "A Handful of Riffs", "Blue Room", "Deep Minor Rhythm Stomp", "Two-Tone Stomp". "Midnight Call Blues", "Four String Joe", "Goin' Home", y "Pickin' My Way" (1932, con Carl Kress).
En 1977 la grabación de Lang del tema "Singin' the Blues", con Frankie Trumbauer y su Orquesta y con Bix Beiderbecke a la corneta, entró a formar parte del Salón de la Fama Grammy.
Además, en 1986 a Lang se le incluyó en el Salón de la Fama del Big Band y el Jazz.

## Principales grabaciones
- "Stringin' the Blues" [Take 11], con Joe Venuti, 8 de noviembre de 1926.
- "Hurricane", Red Nichols and His Five Pennies, 12 de enero de 1927.
- "Wild Cat", con Joe Venuti, 24 de enero de 1927, Nueva York, Okeh 40762-A.
- "Sunshine", con Joe Venuti, 24 de enero de 1927, Nueva York, Okeh 40762-B.
- "Singin' the Blues", grabado el 4 de febrero de 1927, con Frankie Trumbauer y Bix Beiderbecke en Nueva York y lanzado como Okeh 40772.
- "April Kisses" b/w "Eddie's Twister", grabado el 1 de abril de 1927, Okeh 40807.
- "Doin' Things", con Joe Venuti, 4 de mayo de 1927.
- "Goin' Places", con Joe Venuti, 4 de mayo de 1927.
- "For No Reason at All in C" con Frankie Trumbauer y Bix Beiderbecke, grabado el 13 de mayo de 1927, en Nueva York, y lanzado como Okeh 40871, Columbia 35667, y Parlophone R 3419.
- "Wringin' An' Twistin', con Frankie Trumbauer y Bix Beiderbecke, 17 de septiembre de 1927, OKeh 40916.
- "Perfect", (solista) 21 de octubre de 1927, Nueva  York,	Okeh 40936.
- "Four String Joe*, Joe Venuti's Blue Four, 15 de noviembre de 1927.
- "Guitar Blues", con Lonnie Johnson, 7 de mayo de 1929, en Nueva York, editado como Okeh 8711.
- "Knockin' A Jug", con Louis Armstrong y Jack Teagarden, 5 de marzo de 1929.
- "Kitchen Man", con Bessie Smith, 8 de mayo de 1929.
- "A Bench in the Park", Paul Whiteman and His Orchestra, 21 de marzo de 1930.
- "Georgia on My Mind", con Hoagy Carmichael y Bix Beiderbecke, grabado el 15 de septiembre de 1930, en Nueva York y editado como Víctor 23013.
- "Pickin' My Way", con Carl Kress, grabado el 15 de enero de 1932, Brunswick 1282.
- "Feelin' My Way", con Carl Kress, 17 de enero de 1932, Brunswick 1282.
- "Please", con Bing Crosby, grabado el 16 de septiembre de 1932, n.º 1 durante seis semanas.
- "Jig Saw Puzzle Blues", Joe Venuti y Eddie Lang's Blue Five, grabado el 28 de febrero de 1933.